# ミッチェル・レズニック
ミッチェル・レズニック（英: Mitchel Resnick、1956年6月12日 - ）は、MITメディアラボにおけるラーニング・リサーチのLEGOパパート・プロフェッサー、大川センターのセンター長、ライフロング・キンダーガーテン・グループの代表であり、現在はメディア・アーツ・アンド・サイエンス・アカデミック・プログラムの長でもあり、MITメディアラボで修士、Ph.D.を取得している。レズニックの研究グループでは受賞歴のあるソフトウェアであるLEGO Mindstormsの基礎となった「プログラマブル・ブリックス」やStarLogoといった、デザイン活動と学習体験が連携した新たなタイプの様々な教育ツールを開発した。また、コンピュータ・クラブハウ]という恵まれない境遇の地域の若者に向けた受賞歴のある学習センターのネットワークの共同創設者で、Center for Civic Mediaの共同創設者及び共同主任研究者でもある。
レズニックのグループはScratchと呼ばれる子供達が簡単にアニメーション、ストーリー、ビデオゲーム、インタラクティブアートを製作できる新しいプログラミング言語を開発した。また、レズニックは100ドルラップトッププロジェクトで次世代プログラマブル・ブリックスにも関わっている。
ペンシルバニア州のハヴァーフォード高校を卒業し、1978年にプリンストン大学にて物理学のBAを取得し、1988年と1982年にマサチューセッツ工科大学にて計算機科学のMSとPh.Dの学位を取得した。ビジネスウィークの科学技術ジャーナリストとして5年間活動し、教育でのコンピュータ利用を幅広くコンサルタントした。1993年にはアメリカ国立科学財団のヤング・インベスティゲーター賞を受賞した。著書には「非集中システム」、共同編集には1996年の「Constructionism in Practice: Designing, Thinking, and Learning in a Digital World」、共著には2001年の「Adventures in Modeling: Exploring Complex, Dynamic Systems with StarLogo」がある。
2011年に、ハロルド・W・マグロー・ジュニア・プライズ・イン・エデュケーションを受賞し、ファスト・カンパニーが選ぶ、ビジネスで最もクリエイティブな人物100人に選出された。